# Miconia lurida
Miconia lurida är en tvåhjärtbladig växtart som beskrevs av Célestin Alfred Cogniaux. Miconia lurida ingår i släktet Miconia och familjen Melastomataceae. Inga underarter finns listade i Catalogue of Life.